# Огаста (Іллінойс)
Огаста (англ. Augusta) — селище (англ. village) в США, в окрузі Генкок штату Іллінойс. Населення — 553 особи (2020).

## Географія
Огаста розташована за координатами 40°13′51″ пн. ш. 90°56′59″ зх. д. / 40.23083° пн. ш. 90.94972° зх. д. (40.230927, -90.949788).  За даними Бюро перепису населення США в 2010 році селище мало площу 1,85 км², уся площа — суходіл.

## Демографія
Згідно з переписом 2010 року, у селищі мешкало 587 осіб у 265 домогосподарствах у складі 165 родин. Густота населення становила 317 осіб/км².  Було 307 помешкань (166/км²).
Расовий склад населення:
| - 99,3 % — білих - 0,3 % — корінних американців |

До двох чи більше рас належало 0,2 %. Частка іспаномовних становила 0,2 % від усіх жителів.
За віковим діапазоном населення розподілялося таким чином: 21,3 % — особи молодші 18 років, 55,9 % — особи у віці 18—64 років, 22,8 % — особи у віці 65 років та старші. Медіана віку мешканця становила 44,4 року. На 100 осіб жіночої статі у селищі припадало 87,5 чоловіків;  на 100 жінок у віці від 18 років та старших — 87,0 чоловіків також старших 18 років.
Середній дохід на одне домашнє господарство  становив 51 167 доларів США (медіана — 37 946), а середній дохід на одну сім'ю — 62 169 доларів (медіана — 60 114). Медіана доходів становила 47 625 доларів для чоловіків та 27 000 доларів для жінок. За межею бідності перебувало 15,8 % осіб, у тому числі 34,9 % дітей у віці до 18 років та 4,0 % осіб у віці 65 років та старших.
Цивільне працевлаштоване населення становило 257 осіб. Основні галузі зайнятості: освіта, охорона здоров'я та соціальна допомога — 24,5 %, транспорт — 14,8 %, сільське господарство, лісництво, риболовля — 10,9 %, оптова торгівля — 7,4 %.